# Koporie (sat)

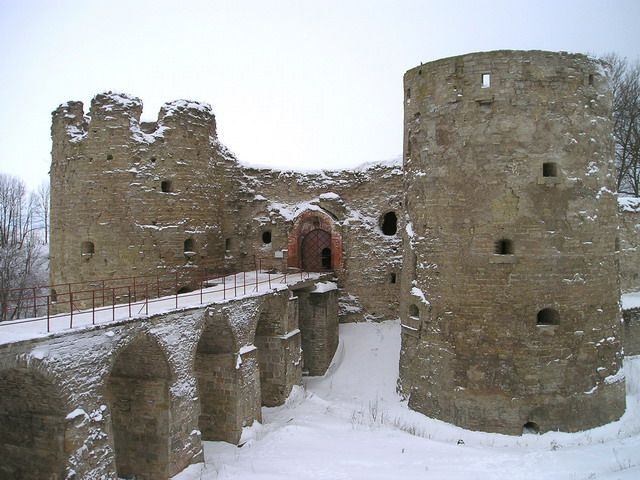
Intrarea în Fortăreaţa Koporye.

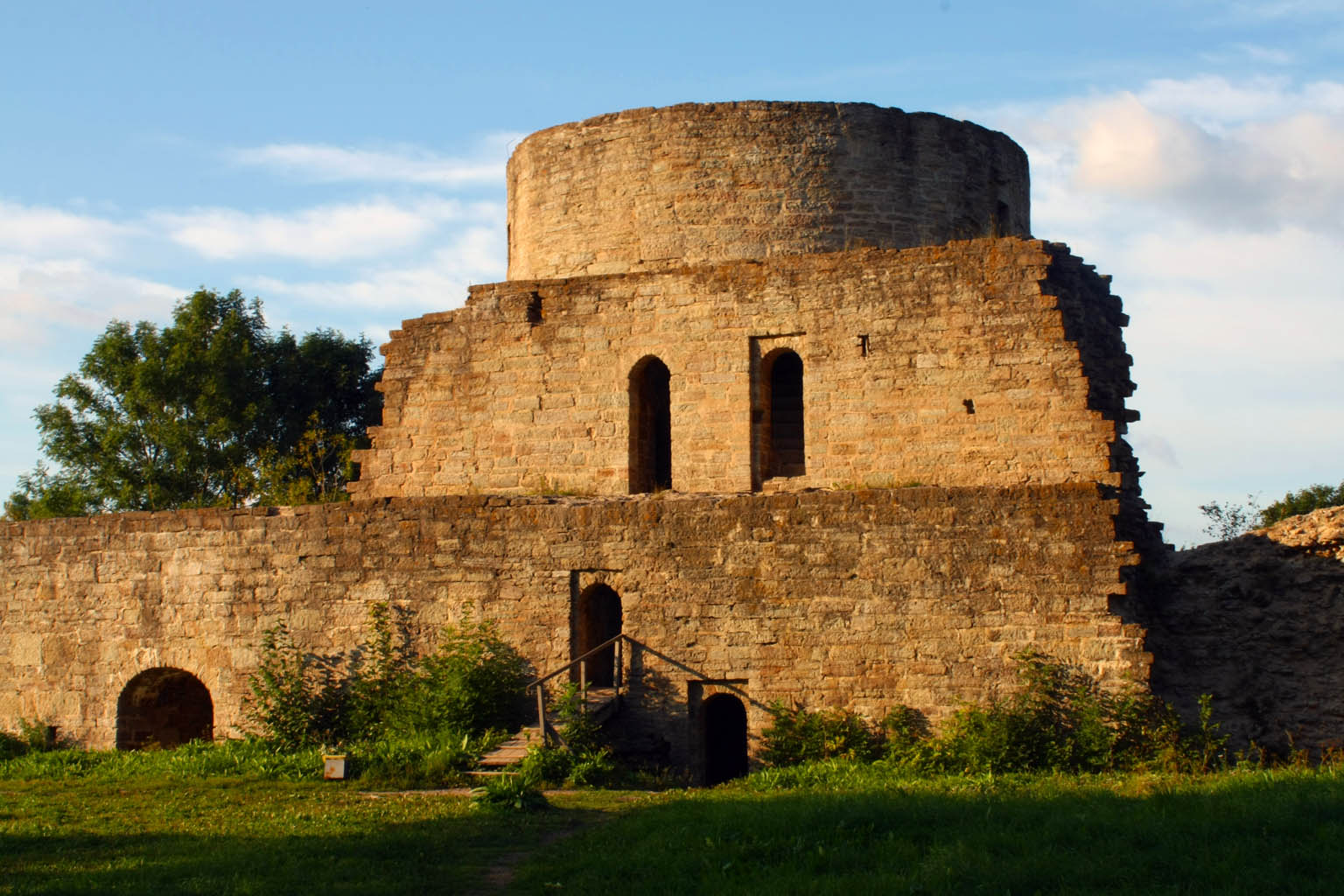
Turn principal

Koporie (în rusă Копорье; estonă Koporje; letonă Koporje; finlandeză Kaprio; suedeză Koporje; latină Coporium) este un sat istoric din Federația Rusă, în Regiunea Leningrad, situat la 100 km la Vest de St. Petersburg și la 12 km Sud de Golful Koporie la Marea Baltică. Aici se află o mulțime de ruine impresionante datând din Evul Mediu.

## Istorie
Prima fortăreață a fost construită din lemn de către cavalerii teutoni, pe coasta Golfului Koporie, în 1240, însă a fost distrusă de Alexandr Nevski în anul următor. 
A doua cetate a fost construită din piatră de către Alexandru, fiul lui Dmitri Alexandrovici, în 1280. Înfuriați de independența prințului, novgorodienii au distrus cetatea doi ani mai târziu.
Între timp, suedezii au profitat de acest lucru și au ocupat malurile râului Narva. Novgorodienii au restaurat fortăreța în 1297. Koporie a fost cel mai puternic bastion din regiune și a supraviețuit numeroaselor atacuri, în timpul războaielor suedezo-novgorodiene.
După încorporarea în statul moscovit, cetatea a fost întărită și reconstruită pentru a rezista loviturilor de tun. Structurile păstrate până azi aparțin acelei perioade. Forțele ruse au pierdut Koporie în timpului Războiului Livonian, dar l-au recuperat prin Tratatul de la Tiavzino.

În timpurile tulburi, Koporie a fost atacat de 2.500 de suedezi, de zece ori mai numeroși decât apărătorii. Garnizoana rusească a fost nevoită să se predea, iar Koporie a rămas sub suedezi până în 1703, fiind cunoscută sub denumirile de Koporie sau Caporie / Capurien, localitate care aparținea de länul Caporie, constituent important al Igriei suedeze.
Întrucât Golful Finic și-a micșorat adâncimea, iar apele s-au retras spre Nord, așezarea a început să piardă din importanță.
În 1703, în timpul Marelui Război Nordic, o armată rusească, aflată sub comanda lui Boris Șeremetiev, a recucerit Koporie, care era apărată de 80 de soldați suedezi aflați sub comanda capitanului Wasili Apolloff. Găuri mari în zid, urme ale dezastruosului incendiu pot fi văzute și astăzi.
În ciuda unor reparații întreprinse în secolul al XIX-lea, cetatea supraviețuiește în stare de ruină. Biserica Schimbarea la Față, din cetate, constrită în secolul al XV-lea, se află și ea în stare de ruină.

## Personalități
Pictorul Orest Kiprenski (1782-1836) s-a născut la Koporie.